# Dent de Nendaz
Dent de Nendaz är en bergstopp i Schweiz.   Den ligger i distriktet Conthey och kantonen Valais, i den sydvästra delen av landet, 90 km söder om huvudstaden Bern. Toppen på Dent de Nendaz är 2 463 meter över havet, eller 136 meter över den omgivande terrängen. Bredden vid basen är 1,2 km.
Terrängen runt Dent de Nendaz är huvudsakligen mycket bergig. Närmaste större samhälle är Sion, 9,6 km nordost om Dent de Nendaz. 
I omgivningarna runt Dent de Nendaz växer i huvudsak blandskog. Runt Dent de Nendaz är det ganska glesbefolkat, med 39 invånare per kvadratkilometer.